# Gasol Foundation
La Gasol Foundation (en català: Fundació Gasol) és una fundació creada pels germans Pau i Marc Gasol en 2013 a Los Angeles, i traslladada a Sant Boi de Llobregat el 2017.
El seu objectiu principal és la lluita contra l'obesitat infantil, en el marc d'un estil de vida saludable: activitat física i esport, alimentació saludable, hores i qualitat del descans i benestar emocional. La fundació té un focus especial en proveir ajudes i oportunitats a infants amb recursos econòmics limitats. A més de promoure un estil de vida saludable entre els infants, i facilitar beques d'ajuda, la Gasol Foundation també edita estudis sobre obesitat o sobrepès en adolescents.